# Municipio de Byron (Dakota del Norte)
El municipio de Byron (en inglés: Byron Township) es un municipio ubicado en el condado de Cavalier en el estado estadounidense de Dakota del Norte. En el año 2010 tenía una población de 27 habitantes y una densidad poblacional de 0,23 personas por km².

## Geografía
El municipio de Byron se encuentra ubicado en las coordenadas 48°56′4″N 98°46′51″O / 48.93444, -98.78083. Según la Oficina del Censo de los Estados Unidos, el municipio tiene una superficie total de 116.47 km², de la cual 115,09 km² corresponden a tierra firme y (1,19 %) 1,38 km² es agua.

## Demografía
Según el censo de 2010, había 27 personas residiendo en el municipio de Byron. La densidad de población era de 0,23 hab./km². De los 27 habitantes, el municipio de Byron estaba compuesto por el 100 % blancos. Del total de la población el 0 % eran hispanos o latinos de cualquier raza.